# Trethevy Quoit

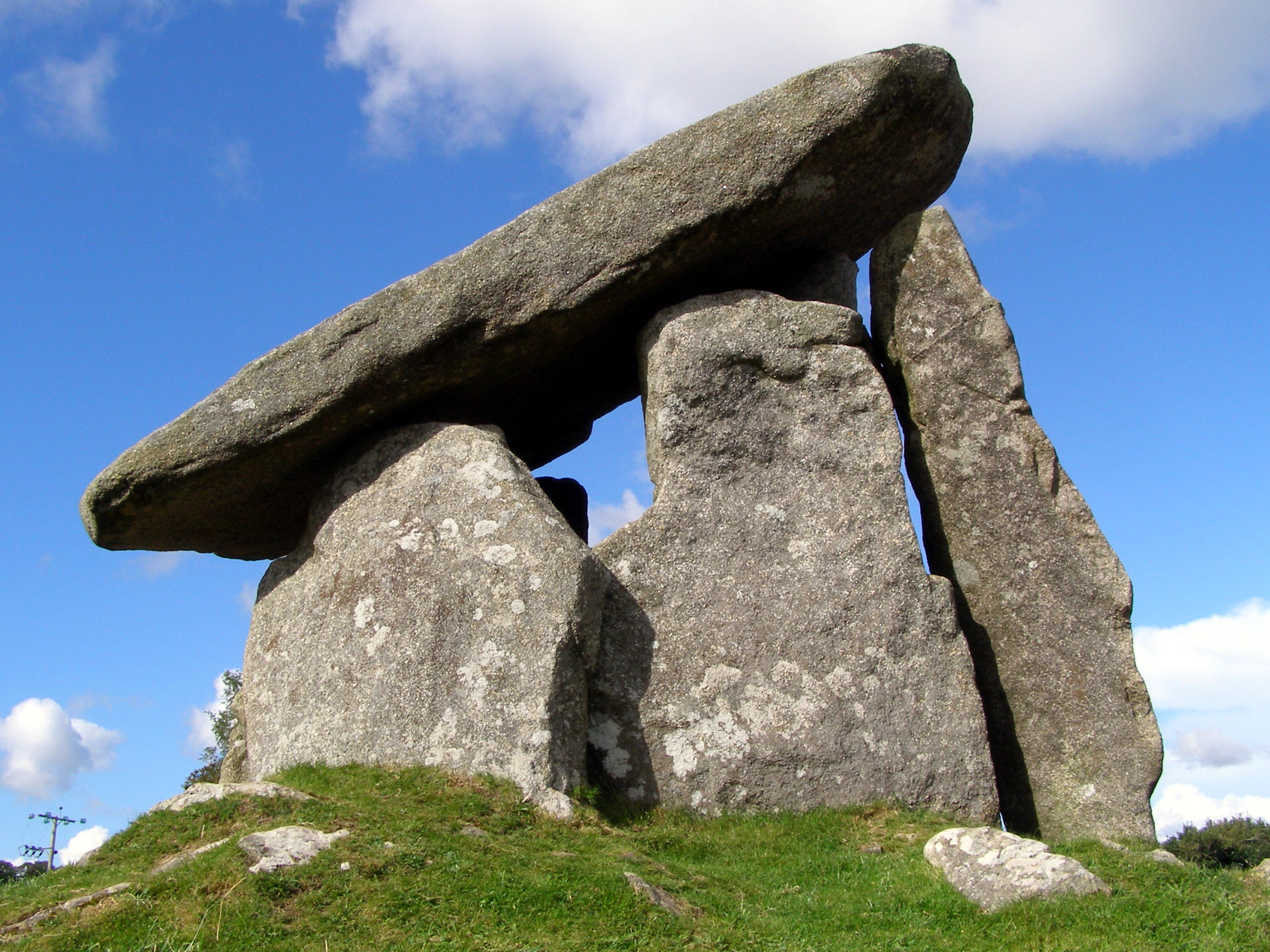
Trethevy Quoit

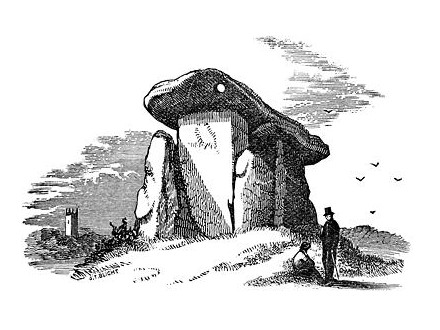
Trethevy Quoit in un'illustrazione di William Copeland Borlase del 1872

Trethevy Quoit ("quoit/dolmen di Trethevy"; in lingua cornica: Koyt Tredhewi), nota localmente come "The Giants House", è una camera di sepoltura preistorica situata nei pressi del villaggio inglese di Trethevy, nella parrocchia civile di St Cleer, in Cornovaglia, e risalente ad un periodo compreso probabilmente tra il 3700 e il 2500 a.C. (Neolitico). È uno dei dolmen meglio conservati della Gran Bretagna.

## Storia
La tomba originale aveva probabilmente un diametro di 6,5 metri.
Il sito venne descritto per la prima volta nel 1584 dall'antiquario John Norden, geometra della regina Elisabetta I, che definì il dolmen "una piccola casa su una collina tra i campi formata da pietre massicce". La testimonianza di Norden con tanto di disegno del sito venne inserita nel manoscritto Speculi Britanniae pars, or a topographical and historical description of Cornwall, by the perambulacion, view and delineacion of John Norden, presentato da Norden nel 1604 a re Giacomo I, manoscritto che fu tuttavia pubblicato soltanto nel 1728, molti anni dopo la morte dell'autore e che fu acquistato dal British Museum nel 1753.
In seguito, nel corso del XIX secolo, vennero effettuati i primi scavi attorno al sito, che però non riportarono alla luce alcun reperto.
Nel 2016 il sito venne acquisito dal Cornwall Heritage Trust e nel 2017, il dolmen venne ritenuto un monumento a rischio a causa dell'erosione del terreno e dai lavori nei campi circostanti.

## Descrizione
Trevethy Quoit si trova su un promontorio della brughiera di Bodmin, che si affaccia sulla confluenza di vari corsi d'acqua che scorrono a sud del fiume Seaton, tra i villaggi di Darite e Tremar.
Il dolmen è costituito da sette pietre alte circa 3 metri e ha una dimensione complessiva di 2x1,5 metri e un peso di circa 20 tonnellate. La struttura è coperta da una pietra della lunghezza di 3,7 metri.

## Leggende
Secondo la leggenda, il dolmen sarebbe opera dei giganti (da qui il nome The Giant House, ovvero "casa dei giganti"). Secondo un'altra leggenda, che lo lega al ciclo arturiano, sarebbe invece stato costruito da Mago Merlino.